# Ray Lodwig
Ray Lodwig (* um 1900; † nach 1935) war ein amerikanischer Jazztrompeter, Sänger und Songwriter.

## Leben
Lodwig spielte in den frühen 1920er-Jahren in der Jazzband von Ray Miller, mit dem Ende 1923 in New York für Brunswick erste Aufnahmen entstanden.  1923 wechselte er zu Jean Goldkette und Sam Lanin; nach Auflösung des Goldkette-Orchesters 1927 arbeitete er u. a. mit Cass Hagan; 1928 gehörte er einem All Star Orchestra (Jimmy McPartland, Glenn Miller, Tommy Dorsey, Benny Goodman, Joe Venuti, Carl Kress) unter Leitung von Nat Shilkret an („My Melancholy Baby“, Victor).  1930 spielte er mit Joe Venuti and His New Yorkers (Aufnahmen für OKeh), Irving Mills & His Hotsy Totsy Gang (mit Bix Beiderbecke und Benny Goodman), Bix Beiderbecke und Hoagy Carmichael („Georgia on My Mind“). 1935 begleitete er noch den Sänger Smith Ballew; aus späteren Jahren liegen keine Aufnahmen vor. Im Bereich des Jazz war er zwischen 1923 und 1935 an 37 Aufnahmesessions beteiligt. Das Spiel des Trompeters zeichnete sich durch ein bebendes Vibrato aus.
Lodwig schrieb mit Howard Quicksell den Titel Since My Best Gal Turned Me Down (1927), u. a. aufgenommen von Bix Beiderbecke, Jimmy Lunceford, Pee Wee Russell und Eddie Condon.